# Ботанический сад (Париж)

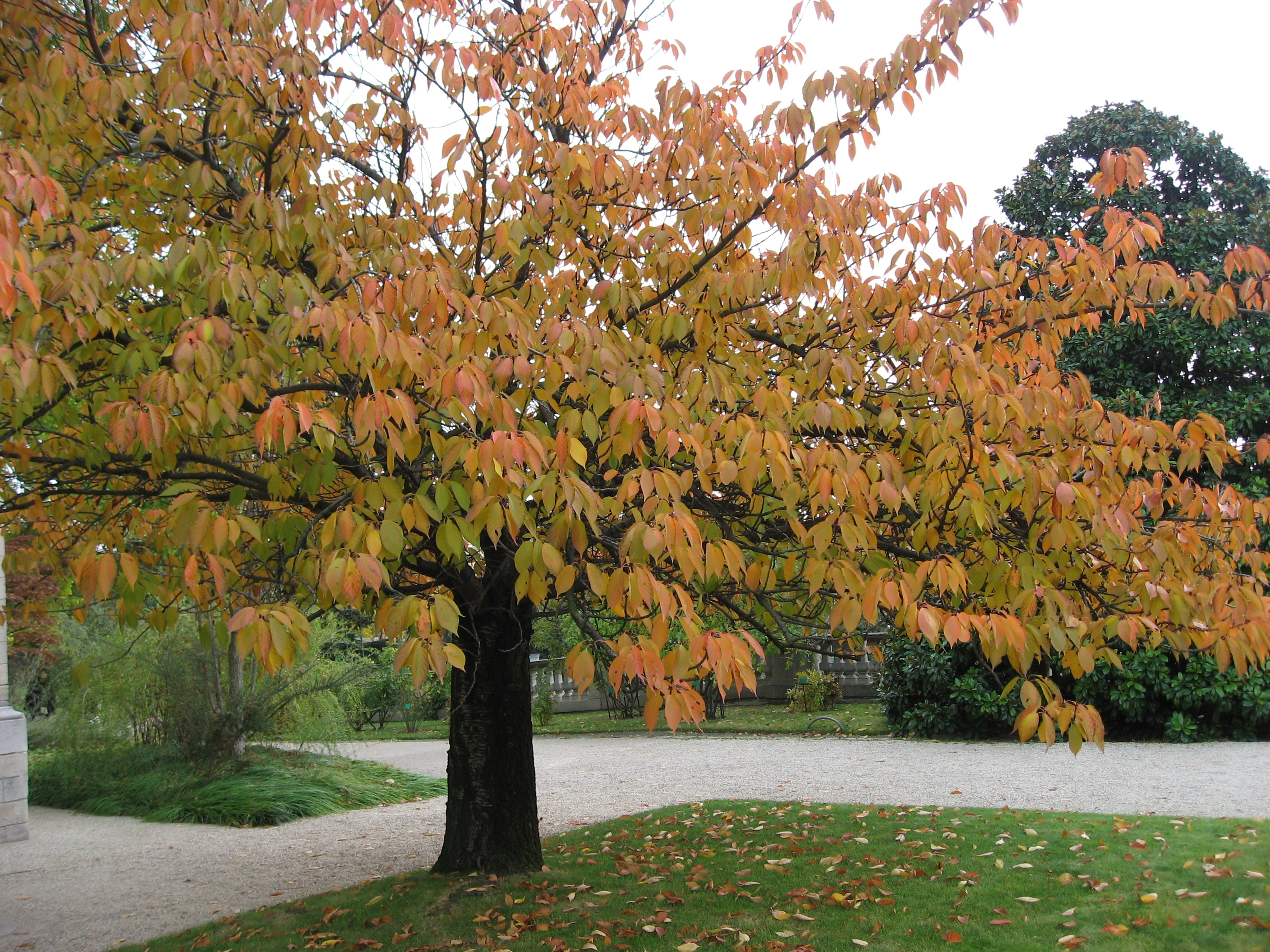
Prunus serrulata

Ботанический сад Парижа (фр. jardin botanique de la ville de Paris) включает: 
- парк Багатель в Булонском лесу;
- отейские теплицы в Булонском лесу;
- цветочный парк в Венсенском лесу;
- дендрарий школы в Брёй (Breuil) в Венсенском лесу.